# Lhota Veselka
Lhota Veselka je malá vesnice, část obce Postupice v okrese Benešov ve Středočeském kraji. Nachází se asi 2 km na východ od Postupic. Prochází tudy železniční trať Benešov u Prahy – Trhový Štěpánov. V roce 2009 zde bylo evidováno 14 adres. Osadou protéká říčka Chotýšanka, která je levostranným přítokem řeky Blanice. Lhota Veselka leží v katastrálním území Postupice o výměře 7,33 km². Mezi místním obyvatelstvem je Lhota Veselka nazývána Chalupy. Pravobřezni část Lhoty Veselky jsou Dolní Chalupy a část na levem břehu Chotýšanky jsou Hořejší Chalupy.

## Historie
První písemná zmínka o vesnici pochází z roku 1385.